# Cuestión de la boca oriental del estrecho de Magallanes
La cuestión de la boca oriental del estrecho de Magallanes fue un desacuerdo entre la Argentina y Chile centrado en la diferencia de posiciones de ambos países respecto a si la punta Dungeness marca el punto de encuentro del estrecho de Magallanes con el océano Atlántico (posición chilena) o el encuentro de ambos se da en el cabo Vírgenes (posición argentina). Ambos accidentes geográficos se hallan en la costa norte del estrecho, en la Patagonia, siendo la punta Dungeness el punto en donde comienza el límite continental entre ambos países. Con base en su tesis, Argentina reclamaba derechos de co-regulación, junto a Chile, de la navegación del estrecho de Magallanes de acuerdo a lo establecido en el Tratado de Límites firmado el 23 de julio de 1881. El desarrollo del derecho marítimo durante el siglo XXI agregó a la disputa la proyección marítima de las costas chilenas del estrecho hacia el Atlántico, que contradice la posición argentina respecto del Principio Bioceánico u Oceánico.

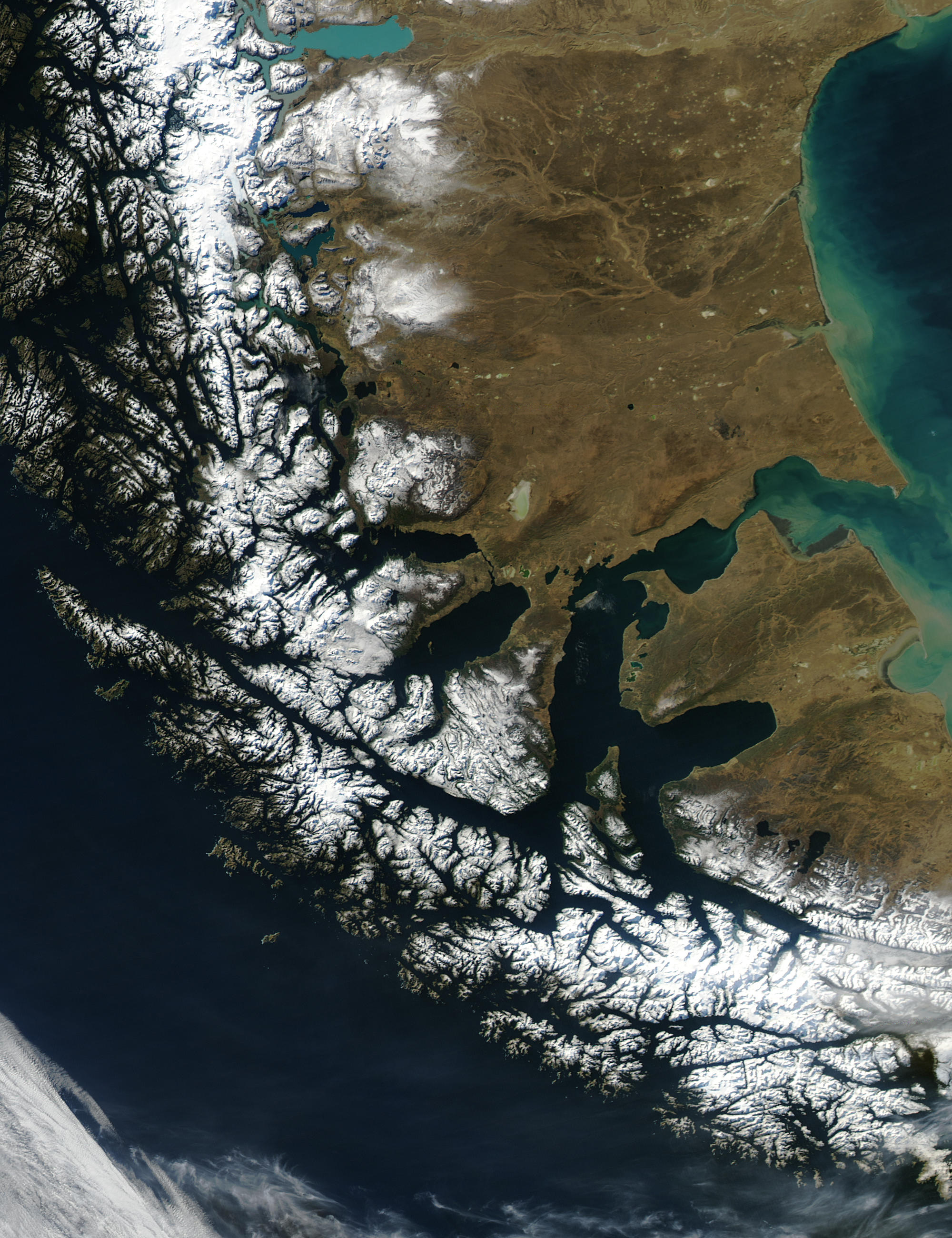
Imagen satélital del estrecho de Magallanes.

## Geografía del área

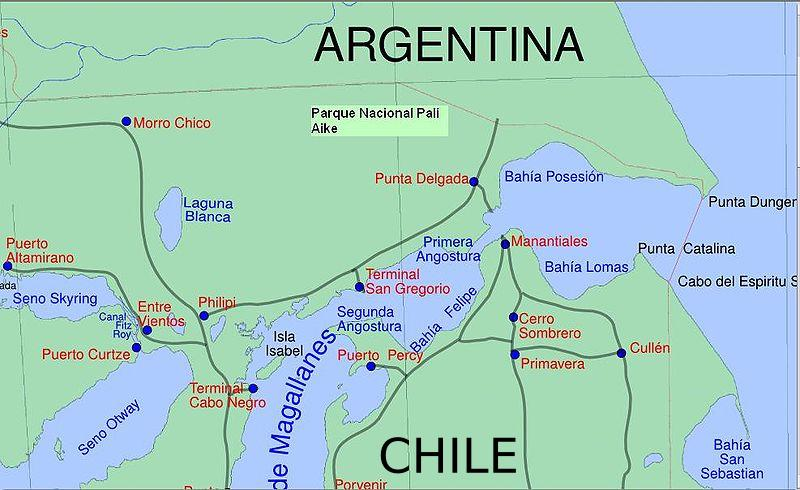
Sector este del estrecho de Magallanes.

El estrecho de Magallanes es un paso marítimo localizado en el extremo sur de Sudamérica, entre la Patagonia, la isla Grande de Tierra del Fuego y gran cantidad de islas que quedan al oeste de ésta hacia el océano Pacífico. Desde su boca oriental hasta la boca occidental en los islotes Evangelistas, tiene un largo total de 330 millas náuticas. Fue el paso de mayor importancia entre los océanos Pacífico y Atlántico hasta la inauguración del Canal de Panamá en 1914. La distancia entre la punta Dungeness y el cabo Espíritu Santo es de casi 17 millas náuticas, mientras que entre éste y el cabo Vírgenes hay 22 millas náuticas. El sector este del estrecho de Magallanes, comprendido entre la boca oriental y la Primera Angostura, se hallan la bahía Posesión (al norte) y la bahía Lomas (al sur). En ese sector las aguas tienen características atlánticas, tales como la salinidad y el régimen de mareas, que alcanzan los 10 metros generando una corriente que atraviesa la Primera Angostura con velocidades de hasta 8 nudos. En el sector intermedio entre la Primera y la Segunda Angostura se produce la mezcla de las aguas del Atlántico con las del Pacífico, disminuyendo la altura de las mareas.
El cabo Vírgenes (52°20′03″S 68°21′16″O / -52.33417, -68.35444) pertenece al Departamento Güer Aike de la Provincia de Santa Cruz en la Argentina. Desde 1876 existe allí un faro administrado por la Armada Argentina. Su origen se remonta a más de 360 000 años AP. Este cabo es un promontorio de rocas blancas escarpadas de 41 metros de elevación sobre el nivel del mar, que forma la terminación de una cadena de cerros y es un punto de fácil observación desde 20 a 25 millas náuticas de distancia, lo que lo hace el punto buscado cuando se pretende ingresar al estrecho de Magallanes desde el Norte por aguas del Atlántico. Su importante altura y el prolongado período de consolidación de su estructura lo tornan un accidente estable y previsible.

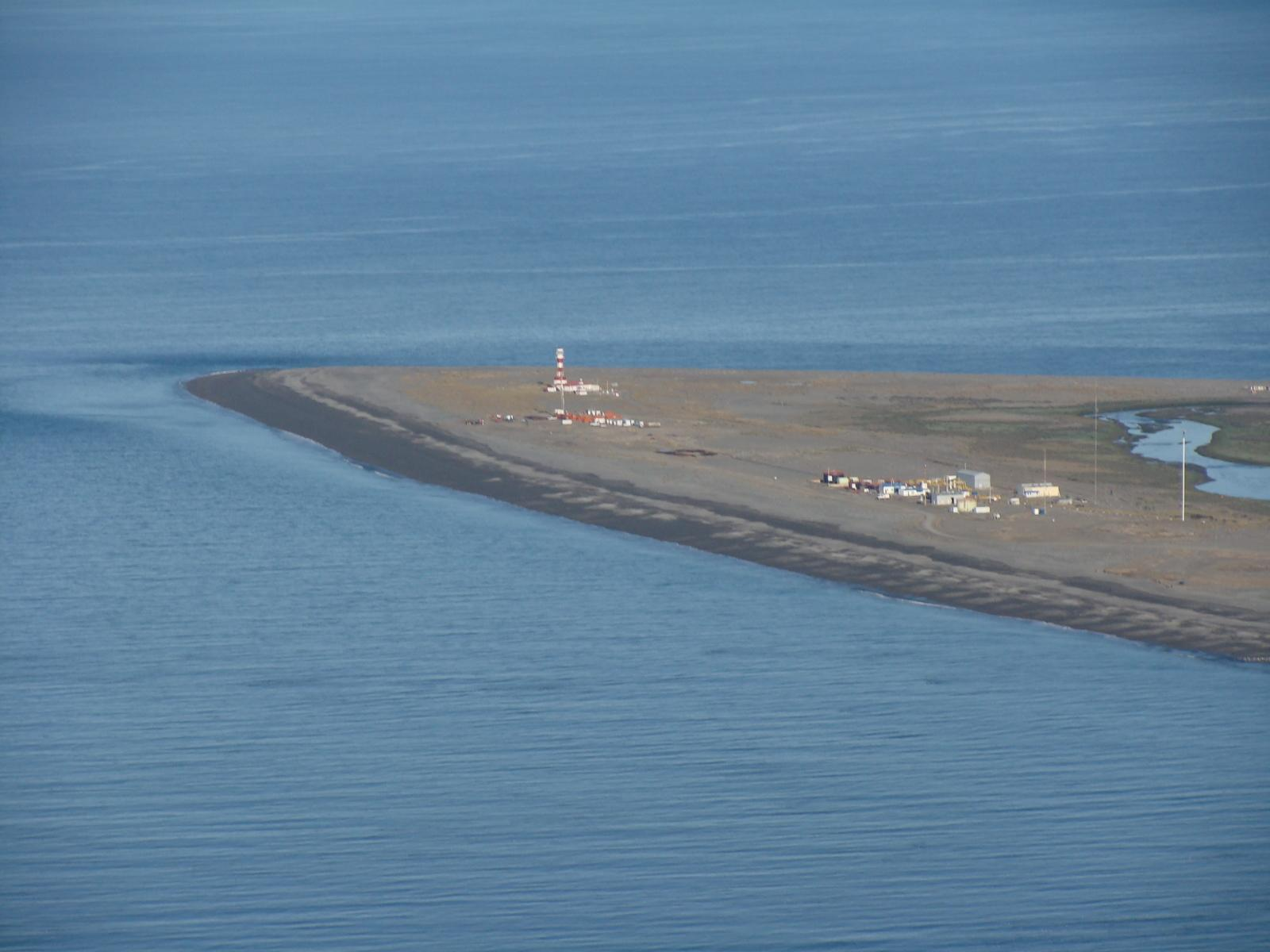
Vista aérea de punta Dungeness desde el lado argentino.

La punta Dungeness (52°23′50″S 68°26′05″O / -52.39722, -68.43472) es una lengua de baja altura que penetra en las aguas de la margen norte del estrecho de Magallanes, ubicada a 9 km al Sudoeste del cabo Vírgenes. Su origen, en contraste con el anterior, es reciente pues sólo hace 5000 años se inició el proceso de su formación, fruto de la erosión de los acantilados que se ubicaban inmediatamente al oeste del cabo Vírgenes producido por el oleaje oceánico y su posterior acreción marina. Esta escasa altura, el escaso período de consolidación de su estructura, los fuertes vientos con promedios mayores a 20 km/h y con frecuentes rachas de más de 80 km/h, enmarcados por variaciones de marea de hasta 11 m, generan fuertes oleajes que dan por resultado intensos acarreos de sedimentos y significativos cambios, siendo estos visibles durante las últimas décadas, es decir es un accidente inestable y aún en activa formación.
En ese lugar se encuentra desde 1899 el faro de Punta Dungeness, una instalación administrada por la Armada de Chile. El hito limítrofe denominado ex Baliza Dungeness marca allí el comienzo del límite internacional continental entre el Territorio de Magallanes —posteriormente Provincia de Magallanes, y actualmente XII Región de Magallanes y Antártica Chilena— en Chile (al occidente) y el Departamento Güer Aike de la Provincia de Santa Cruz en Argentina (al oriente de la misma). Vista desde dentro del estrecho, es el punto buscado por los navegantes que pretenden salir hacia el Atlántico para dirigirse al Norte.
El cabo Espíritu Santo (52°39′32″S 68°36′23″O / -52.65889, -68.60639) es un promontorio o morro escarpado y blanquecino de 57 metros de altura, que prácticamente no penetra en las aguas marítimas, en un tramo costero netamente rectilíneo. Marca el extremo sur de la boca oriental del estrecho de Magallanes en la isla Grande de Tierra del Fuego. El cabo se ve como un punto extremo solo cuando se lo observa desde dentro del estrecho, visto desde el mar presenta un aspecto fácilmente identificable por ser el punto más alto de una cadena de lomas. Allí se halla el hito N.º I de la sección I que marca el inicio del límite internacional entre el Departamento Río Grande de la Provincia de Tierra del Fuego, Antártida e Islas del Atlántico Sur en la Argentina, y la Provincia de Tierra del Fuego de la Región de Magallanes y de la Antártica Chilena en Chile. A ambos lados del hito N° I se hallan los faros Cabo Espíritu Santo (de Chile, inaugurado en 1968) y Magallanes (de Argentina, inaugurado en 1976) ubicado a 650 metros del hito.

## Antecedentes históricos
El 21 de octubre de 1520 la expedición española capitaneada por Fernando de Magallanes descubrió un cabo detrás del cual se divisaba una gran entrada de mar, al que bautizó como cabo de las Once mil Vírgenes. Tras pasar más allá de dicho cabo llegaron a la cuadra de una tierra baja y arenosa, hoy conocida como punta Dungeness, en la que vieron, según relató Francisco Albo, contramaestre de la nao Trinidad, «una uberta, por abertura, como bahía… y dentro de esa bahía hallamos un estrecho que tendrá una legua de ancho». El 1 de noviembre de 1520, luego de explorar la entrada de mar, Magallanes entró al estrecho al que llamó de Todos los Santos.
España dio tal importancia al estrecho, que envió una expedición a colonizar sus costas al mando de Pedro Sarmiento de Gamboa, quien en 1584 fundó la Ciudad del Nombre de Jesús en el cabo Vírgenes, pero el proyecto fracasó completamente y el área quedó abandonada.
El 21 de septiembre de 1843 el capitán Juan Guillermos desembarcó en la orilla norte del estrecho de Magallanes para fundar Fuerte Bulnes, declarando: 

(...) tomamos posesión de los estrechos de Magallanes y su territorio en nombre de la República de Chile a quien pertenece (...)

El 15 de diciembre de 1847 el gobierno de la Provincia de Buenos Aires, que ejercía las relaciones exteriores de la Confederación Argentina, protestó por esa fundación que consideraba al este de la cordillera de los Andes:

(...) el Gobierno del infraescrito ha llegado a convencerse de que la anunciada colonia se halla situada en territorio de esta República y que ocupando el mismo lugar que en tiempo de la monarquía española tuvo el puerto de San Felipe, conocido hoy por la generalidad de los geógrafos por puerto del Hambre, está en la parte más austral de la península de Brunswick, y por consiguiente, casi al centro del Estrecho.

El 23 de octubre de 1873 Chile comunicó a diversos países del mundo que deseaba que:

la navegación por los estrechos de Magallanes sea siempre franca y libre para las naves de todo el mundo (...) declarar la neutralización de los mismos estrechos para el remoto e improbable evento de una guerra exterior (...)

## Tratado de 1881
Luego de muchas tratativas, el 23 de julio de 1881 se firmó un tratado que dividía imprecisamente entre ambos países la Patagonia por la cordillera de los Andes hasta el paralelo 52° Sur, reconocía como chilenas las costas del estrecho de Magallanes y dividía la isla Grande de Tierra del Fuego entre los dos países.

Artículo 2º. En la parte Austral del Continente y al Norte del Estrecho de Magallanes el límite entre los dos países será una línea que, partiendo de Punta Dungenes, se prolongue por tierra hasta Monte Dinero; de aquí continuará hacia el Oeste, siguiendo las mayores elevaciones de la cadena de colinas que allí existen hasta tocar en la altura de Monte Aymond. De este punto se prolongará la línea hasta la intersección del meridiano setenta con el paralelo cincuenta y dos de latitud y de aquí seguirá hacia el Oeste coincidiendo con este último paralelo hasta el divortia aquarum de los Andes. Los territorios que quedan al Norte de dicha línea pertenecerán a la República Argentina; y a Chile los que se extiendan al Sur, sin perjuicio de lo que dispone respecto de la Tierra del Fuego e islas adyacentes el artículo tercero.

Artículo 3º. En la Tierra del Fuego se trazará una línea que, partiendo del punto denominado Cabo del Espíritu Santo en la latitud cincuenta y dos grados cuarenta minutos, se prolongará hacia el Sur, coincidiendo con el meridiano occidental de Greenwich, sesenta y ocho grados treinta y cuatro minutos hasta tocar en el Canal "Beagle". La Tierra del Fuego dividida de esta manera será Chilena en la parte occidental y Argentina en la parte oriental.
 (...)

Artículo 5º. El Estrecho de Magallanes queda neutralizado a perpetuidad y asegurada su libre navegación para las banderas de todas las Naciones. En el interés de asegurar esta libertad y neutralidad no se construirán en las costas fortificaciones ni defensas militares que puedan contrariar ese propósito.

El tratado de 1881 fijó el límite internacional a ambos lados del estrecho de Magallanes determinando dos puntos en los cuales el límite lo alcanza: punta Dungeness en la costa norte y cabo del Espíritu Santo en la costa sur, pero sin definir si esos límites marcan los puntos extremos de la boca oriental del estrecho, ni tampoco una línea que los una. El tratado también neutralizó el estrecho sin definir lo que eso significaba y liberó su navegación para los buques de todas las banderas, prohibiendo la construcción de fortificaciones costeras que puedan cerrar la navegación. La interpretación diferente de estos artículos del tratado dio lugar a la controversia entre la Argentina y Chile.
El ministro de Relaciones Exteriores argentino y firmante del tratado, Bernardo de Irigoyen, expuso respecto del tratado en la Cámara de Diputados en los días 31 de agosto, 1 y 2 de septiembre de 1881:

El Sr. Diputado continuando sus objeciones al arreglo, dijo que habíamos padecido un error que consistia, á su juicio, en haber tomado Dungeness y Cabo del Espíritu Santo como puntos de partida para la division en el Estrecho. No puedo negar que, al establecerlos en el Tratado, he tenido el propósito de señalar la entrada oriental del Estrecho, á fin de dejar establecido con claridad, que Chile no sale al Atlántico.

En los tratados de Geografía, antiguos y me demas que conozco, en todas las obras que he consultado, empezando por las que podemos llamar nacionales, y continuando por las chilenas, la entrada del Estrecho está determinada por el Cabo de las Vírgenes y Cabo del Espíritu Santo. Así la determina Moussy; así en el Diccionario Chileno de Astaburuaga, así en todos los tratados de Geografía.

En el derrotero de Maine, publicado por orden de los Lores del Almirantazgo Inglés; en este libro que registra las indicaciones mas precisas y exactas del Estrecho, y que sirve de regla á todos los navegantes, la boca Oriental del Estrecho está marcada en la forma siguiente: «La boca Oriental del Estrecho de Magallanes, se halla entre el Cabo de las Vírgenes al Norte 52° 20', y el Cabo Espíritu Santo al Sud 52° 40'.» (...)

Admito por un momento la observacion y digo: Si hemos tomado por punto de partida para la division Punta Dungeness que marca la entrada oriental del Estrecho, es claro que Chile no queda con jurisdiccion en el Atlántico, porque esta República conserva el punto que marca la entrada del Canal, es decir, retiene la puerta: sobre esto no puede haber divergencia.

## Protocolo de 1893
- Wikisource contiene obras originales de o sobre Protocolo de límites de 1893 entre Argentina y Chile.

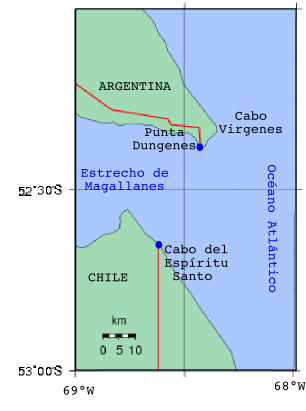
Puntos extremos del límite de Argentina y Chile en ambas costas de la boca oriental del estrecho de Magallanes.

Desde 1888 Argentina comenzó a expresar en la Comisión de Peritos Demarcadores que Chile no podía tener acceso a las aguas del Atlántico, sustentándose en su interpretación de que el tratado de 1881 había sido una transacción por la cual Chile renunciaba a toda costa sobre el Atlántico a cambio de la aceptación argentina a su dominio del estrecho de Magallanes. El 1 de mayo de 1893 los dos países firmaron un protocolo adicional y aclaratorio del tratado de 1881:

Artículo 2º. Los infrascritos declaran que, a juicio de sus Gobiernos respectivos, y según el espíritu del Tratado de Límites, la República Argentina conserva su dominio y soberanía sobre todo el territorio que se extiende al oriente del encadenamiento principal de los Andes, hasta las costas del Atlántico, como la República de Chile el territorio occidental hasta las costas del Pacífico; entendiéndose que, por las disposiciones de dicho Tratado, la soberanía de cada Estado sobre el litoral respectivo es absoluta, de tal suerte que Chile no puede pretender punto alguno hacia el Atlántico, como la República Argentina no puede pretenderlo hacia el Pacífico (...)

Artículo 4º. La demarcación de la Tierra del Fuego comenzará simultáneamente con la de la Cordillera, y partirá del punto denominado Cabo Espíritu Santo. Presentándose allí, a la vista, desde el mar, tres alturas o colinas de mediana elevación, se tomará por punto de partida la del centro o intermediaria, que es la más elevada, y se colocará en su cumbre el primer hito de la línea demarcadora que debe seguir hacia el sur, en la dirección del meridiano.

El protocolo estableció que la colina intermedia del cabo Espíritu Santo sería la portadora del límite internacional, completando así el acuerdo alcanzado el 8 de mayo de 1890 por los peritos demarcadores que corrigió el error cometido en el tratado de 1881 procedente de las cartas de Fitz Roy, que señalaba equivocadamente al cabo Espíritu Santo a los 52° 40′ S y 68° 34′ O, lo que hubiera dado a Chile un posible acceso al fondo de la bahía de San Sebastián en aguas atlánticas. Los peritos habían acordado trazar el límite desde el cabo y no por el meridiano 68° 34′ O, pero no se pusieron de acuerdo sobre la ubicación del cabo Espíritu Santo hasta 1893, cuando acordaron un punto intermedio. El protocolo también estableció en su artículo 2 lo que Argentina denomina como Principio Bioceánico y Chile como Principio Oceánico, que da derechos exclusivos a la costa atlántica al primero y a la pacífica al segundo. La controversia sobre si el artículo 2 se refiere al límite en la cordillera de los Andes (posición de Chile) o a toda la extensión del límite entre los dos países (posición de Argentina) dio lugar a que el primero posteriormente sostuviera que su mar territorial se internaba en el océano Atlántico, proyectado desde sus costas del estrecho de Magallanes.

## Demarcación
El Hito N.º I de la Sección I (Hito I-I) correspondiente al cabo Espíritu Santo fue establecido el 2 de febrero de 1894. El 6 de mayo de 1897 los peritos demarcadores de Argentina y Chile aprobaron la demarcación realizada en el verano de 1896 en el área de punta Dungeness por los ingenieros de la quinta subcomisión mixta. Previamente se había acordado que la línea divisoria partirá de la baliza que existe en Punta Dungeness al punto A de la triangulación. Los restos de la baliza fueron remplazados por un hito de hierro el 15 de mayo de 1975, que actualmente se denomina Hito Ex-Baliza Dungeness.
Ambos hitos marcan el inicio de la frontera internacional que continúa al sur y al norte respectivamente, pero hasta el tratado de 1984 quedó sin delimitar la frontera entre ambos que no fue contemplada en el tratado de 1881. El área no delimitada incluía los pequeños trechos de costas y playas que existen desde los hitos al mar.

## Inicio de las controversias
El 5 de diciembre de 1892 Francisco Pascasio Moreno presentó un informe respecto de la demarcación en la puna de Atacama expresando:

La existencia de Punta Arenas favoreció mucho la cesión a Chile del Estrecho de Magallanes.

El diputado nacional argentino Osvaldo Magnasco lo refutó diciendo en la Cámara de Diputados:

Previsoras sin duda las observaciones aducidas, pero las conceptuamos exageradas. Por lo pronto hay en las palabras transcriptas un error de derecho positivo notorio: el estrecho de Magallanes no ha sido jamás cedido a Chile como allí se dice, olvidando por completo la faz legal del asunto, es decir, lo que el tratado de límites dispone (...)
 Verdad es que en el hecho, dicha neutralización es sui generis, pero ello no autoriza a declararlo y mucho menos a un compatriota nuestro, que en este punto ha padecido un error involuntario, pero evidente.

Como barcos de Alemania habían navegado por canales fueguinos antes de la Batalla de las Islas Malvinas durante la Primera Guerra Mundial, el 15 de diciembre de 1914 el Gobierno chileno emitió el decreto N° 1986 declarando como aguas jurisdiccionales chilenas a las del estrecho de Magallanes y de los canales australes:

Considerando:
 Que tanto el Estrecho de Magallanes, como los canales australes se encuentran dentro de los límites territoriales de Chile y forman por consiguiente, parte del territorio de la República,

Se declara que para los efectos de la neutralidad contemplados en el decreto número 1.857 de 5 de noviembre próximo pasado del Ministerio de Relaciones Exteriores, deben considerarse como mar jurisdiccional las aguas interiores del Estrecho de Magallanes y de los canales australes aun en las partes que distan más de tres millas de una u otra orilla.

El 21 de diciembre el gobierno de Chile comunicó al argentino que el decreto no modificaba lo acordado por los dos países en los tratados. El ministro plenipotenciario argentino en Santiago de Chile protestó inmediatamente en forma confidencial y el 8 de marzo de 1915, en otra nota, se expresó lo que contenía la primera protesta:

(...) que los términos de ese Decreto comprometían derechos que la República Argentina, amparada por los tratados vigentes, ha sostenido siempre y sostiene que le corresponden en las regiones a que dicho Decreto se refiere.

En una editorial del 26 de diciembre de 1914 en el diario La Prensa de Buenos Aires, titulado La neutralización del Estrecho de Magallanes. El decreto del Gobierno de Chile, Estanislao Zeballos expresó:

Respecto al Estrecho de Magallanes, sus aguas no forman parte del territorio de la República de Chile como reza el decreto.
 Las aguas del Estrecho de Magallanes dejaron de formar parte del territorio de Chile o de la República Argentina para quedar en condiciones de mar libre, según el Derecho Internacional. El significado de este pacto comporta la renuncia explícita de las Repúblicas de Argentina y de Chile a la soberanía del Estrecho para entregarlo al dominio y uso de la Humanidad "a perpetuidad".
 Es evidente que la Cancillería de Chile ha desconocido esta posición creada por el tratado del 81, al no invitar al Gobierno argentino para coordinar las reglas de neutralidad en las graves emergencias de 1914 y futuras.

Chile emitió una nota el 20 de abril de 1915 reiterando que el decreto no modificaba lo acordado por los dos países y el Gobierno argentino no avanzó sobre desconocer la jurisdicción chilena en las aguas del estrecho. La posición de Chile respecto al significado de la neutralidad expresada en el tratado de 1881 era que el estrecho era libre para la navegación comercial de todas las banderas, pero podía restringir el paso de naves militares. 
En 1916 el profesor argentino Daniel Antokoletz escribió La Neutralización del Estrecho de Magallanes, recogiendo lo expresado por Zeballos. Antokoletz escribió que como el tratado de 1881 no explícita a quién pertenece el estrecho de Magallanes, cabía la duda de si pertenecía a Chile, la Argentina o a ninguno de los dos.

## La tesis de Storni sobre la corregulación del estrecho de Magallanes
En 1916 el capitán de navío argentino Segundo Storni dictó dos conferencias expresando en una de ellas su tesis de que Argentina debía participar en la regulación de la navegación en el estrecho de Magallanes:

Conforme al Tratado de 1881, la casi totalidad de las aguas y costas del Estrecho de Magallanes pertenecen a Chile. A la Argentina correspondió solamente la costa entre Cabo Vírgenes y Punta Dungeness, que tiene aproximadamente 10 kilómetros de longitud.

Storni reconocía el derecho chileno a regular la navegación del estrecho de Magallanes, pero rechazaba la posición chilena respecto de que el estrecho comenzaba en la punta Dungeness, que Chile creía se había acordado implícitamente en el tratado de 1881. La tesis de Storni creaba una cuña de aguas argentinas entre la punta Dungeness, el cabo Vírgenes y el cabo Espíritu Santo, que cerraba la entrada oriental del estrecho a manera de puerta del mismo. De esta manera, según Storni, la Argentina era también garante de la neutralidad del estrecho y podía restringir el paso por el mismo de naves militares.

## Definiciones de la Organización Hidrográfica Internacional
En 1919 en la Conferencia Geográfica de Londres, en la que se creó el Bureau Hidrográfico Internacional (luego Organización Hidrográfica Internacional), se convino que para fines cartográficos:

Aquellos estrechos que tuvieren salida a dos océanos, deben ser incluidos totalmente en uno, no pudiendo ser divididos en dos secciones.

De esa manera el estrecho de Magallanes quedó íntegramente en el Pacífico a los efectos de las publicaciones de la OHI.
En esa conferencia se acordó la publicación de la 1° edición de Limits of ocean and seas (publicado en 1926), que establecía que la boca oriental del estrecho de Magallanes era la línea del meridiano del cabo Vírgenes hasta alcanzar la Tierra del Fuego. Se aclaraba también que los límites establecidos en la publicación eran a los efectos de uniformar las referencias en las publicaciones y que dichos límites no pueden considerarse que representan el resultado de completos estudios geográficos. Por lo demás dichos límites no tienen ningún significado político. En esas condiciones, Chile aceptó los límites para fines cartográficos.
En la 2° edición de Limits of ocean and seas en 1937 se mantuvo la misma definición. En 1950 se redactó una edición provisoria de la 3° edición de Limits of ocean and seas, que fue expuesta en la IV conferencia de la OHI en 1952. El 2 de mayo de 1952 la delegación argentina hizo la siguiente reserva:

El límite oriental del Estrecho de Magallanes, Argentina acepta el cabo Vírgenes (52º 30' Sur - 68º 21' Oeste) como origen de la Patagonia, pero considera que la línea divisoria en lugar de seguir el meridiano, sea definido por el cabo Espíritu Santo (52º 39' Sur - 68º 36' Oeste) de la Tierra del Fuego.

Esta posición fue incluida en la 3° edición de 1953 (la actualmente vigente) de Limits of ocean and seas:

The meridian of Cape Horn (67° 16' W) from Tierra del Fuego to the Antarctic Continent; a line from Cape Virgins (52° 21' S, 68° 21' W) to Cape Espiritu Santo, Tierra del Fuego, the Eastern entrance to Magellan Strait.

Al pie aparece la aclaración que Estos límites no han sido oficialmente aceptados por Argentina y Chile. En 1960 Argentina comunicó a la OHI que aceptaba los límites de la edición de 1953, pero Chile comunicó que los rechazaba, por lo que se enmendó la aclaración poniendo Chile no está de acuerdo con estos límites.

## Oficialización de la disputa
El 23 de junio de 1947 el gobierno de Chile declaró mar territorial a todo el mar comprendido dentro del perímetro formado por la costa con una paralela matemática proyectada en el mar a doscientas millas marinas de distancias de las costas continentales chilenas.
A consecuencia del accidente del buque tanque neerlandés Metula el 9 de agosto de 1974 en el bajo Satélite de la Primera Angostura del estrecho, que derramó 53.500 toneladas de petróleo, la Armada de Chile dispuso regulaciones para la navegación en el estrecho, que comunicó por nota diplomática al Gobierno argentino en 1975.
El Ministerio de Relaciones Exteriores de Argentina respondió la nota chilena el 23 de octubre de 1975, oficializando las ideas de Storni:

(...) en su carácter de estado parte del Tratado de 1881 celebrado con la República de Chile y de corribereña del Estrecho de Magallanes no puede reconocer al gobierno de su país facultades para dictar unilateralmente las medidas comunicadas por la nota que contesto y que consecuentemente tampoco puede aceptarlas como válidas (...)

El 15 de enero de 1976 Chile rechazó la nota argentina mediante otra nota diplomática, que fue respondida por Argentina por otra nota del 20 de julio de 1976.

## El laudo arbitral de 1977
El 2 de mayo de 1977 fue conocido el laudo arbitral de la reina del Reino Unido respecto del conflicto en el canal Beagle, en el cual se hizo una mención a la boca oriental del estrecho de Magallanes en la argumentación:

(...) and thence by an ad hoc line to Cape Dungeness on the Atlantic (...)

En una reunión de ambos cancilleres en diciembre de 1977, el representante de Chile, mediante un documento, comunicó a su par de la Argentina la intención de su gobierno de reclamar como aguas propias las proyectadas frente a la desembocadura oriental del Estrecho de Magallanes, demostrando así que para su país, en concordancia con lo fallado en el laudo, el principio oceánico sólo alcanzaba al área de la cordillera, y no al archipiélago de Tierra del Fuego (que es desde donde Chile proyecta sus costas en el Atlántico).
El 25 de enero de 1978 el Gobierno argentino declaró insanablemente nulo al laudo, expresando que adolece de defectos graves y numerosos, entre los cuales se aducía que había emitido opinión sobre cuestiones litigiosas no sometidas a arbitraje, entre ellas la mención de que la punta Dungeness se halla en el Atlántico.
La sentencia del tribunal compartía la opinión chilena de que el Principio Bioceánico solo era válido al Norte del paralelo 52° Sur, dando bases jurídicas a Chile para reclamar aguas jurisdiccionales atlánticas en la boca oriental del estrecho. El tribunal también concordó con Chile respecto a que el tratado de 1881 fue una transacción de sus derechos en la Patagonia por la exclusividad en el estrecho de Magallanes, desechando la opinión argentina de que fue una transacción de los derechos argentinos en el estrecho de Magallanes por exclusividad en las costas atlánticas. El laudo arbitral nunca fue reconocido como válido por ningún Gobierno argentino, al no ser haber pasado por el Congreso el compromiso de arbitraje que lo generó.
Con el laudo a su favor, el 14 de julio de 1977 Chile emitió el decreto supremo N° 416 estableciendo las líneas de bases rectas para medir el mar territorial, englobando como aguas internas los canales Abra, Bárbara, Magdalena y Cockburn que Argentina consideraba que formaban un delta en la boca occidental del estrecho de Magallanes, por lo que la neutralización del estrecho debía aplicarse también a ellos.

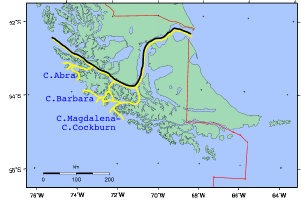
Las dos visiones del curso del estrecho de Magallanes durante el Conflicto del Beagle. La línea negra es la interpretación chilena. La línea amarilla era la visión argentina, que exigía un delta.

## Incidentes y tensiones
Para intentar evitar la inminente guerra, los dictadores de los dos países (Jorge Rafael Videla por Argentina y Augusto Pinochet Ugarte por Chile) se reunieron en la ciudad chilena de Puerto Montt el 20 de febrero de 1978. Al finalizar la reunión se labró un acta, conocida como Acta de Puerto Montt, en la que se estableció que una comisión estudiaría varios temas, entre ellos:

3.4. Cuestiones relacionadas con el Estrecho de Magallanes que indiquen las Partes, considerando los tratados y reglas de derecho internacional pertinentes.

La exploración petrolera mar afuera en la boca oriental del estrecho por parte de Argentina y la construcción del Gasoducto General San Martín desde el cabo Vírgenes al cabo Espíritu Santo, motivó que el 8 de junio de 1978 Chile enviara una nota a la Argentina referida a las actividades patrocinadas por el Gobierno de la República Argentina en las vecindades de la región oriental del Estrecho de Magallanes, en la consideró indispensable:

(...) formular una formal reserva de todos los derechos que corresponden a la República de Chile en la región del acceso oriental del Estrecho de Magallanes, sea que esos derechos se relaciones con la soberanía propiamente tal o con los derechos soberanos y exclusivos respecto de la exploración y explotación de los recursos naturales existentes en los espacios marítimos y zonas submarinas.

El Gobierno argentino devolvió la nota a Chile expresando que carece de justificación. Un incidente diplomático se produjo en agosto de 1980 cuando autoridades argentinas pretendieron registrar un barco griego que accedía al estrecho con destino a Chile.
El 8 de septiembre de 1980 la lancha de la Armada de Chile Casma intimó el retiro a la plataforma petrolera argentina Interocean II que se estaba instalando en la boca oriental del estrecho. Se alegó que estaba en aguas territoriales chilenas y obstaculizaba el acceso al estrecho de Magallanes. Horas más tarde un helicóptero chileno se posó sobre la plataforma y realizó la misma intimación. El 10 de septiembre Argentina emitió un comunicado expresando:

Los días 7 y 8 de septiembre un buque de la marina chilena ingresó en aguas territoriales argentinas y trató de interferir e impedir, con la participación de un helicóptero, las actividades de la plataforma Interocean II que opera al este de la boca oriental del Estrecho de Magallanes, en plenas aguas atlánticas.

El Gobierno argentino, ante este acto de provocación, hizo saber a las autoridades de ese país que su repetición generará una respuesta argentina y que ella será responsabilidad exclusiva del Gobierno chileno.

Chile respondió con otro comunicado más largo:

Ante la instalación de una plataforma petrolera que obstaculiza el acceso en la boca oriental del Estrecho de Magallanes el comandante en jefe de la Tercera Zona Naval (Magallanes) dispuso, el 7 del corriente, medida para la seguridad de la navegación, que la lancha Casma tomara contacto con el capitán de dicha plataforma a fin de representarle que su presencia en ese lugar entorpece el acceso libre y seguro de la navegación internacional (...)

Pese a los incidentes, la línea punta Dungeness - cabo Espíritu Santo era respetada de facto cuando se realizaban exploraciones y se instalaban plataformas petroleras u otras actividades.

## Tratado de Paz y Amistad de 1984

El conflicto del Beagle entre Argentina y Chile y su proyección marítima

La intervención del papa Juan Pablo II puso a la Santa Sede como mediador en el Conflicto del Beagle y disminuyó el estado de tensión entre los dos países. El asunto de la boca oriental del estrecho fue incluido en las negociaciones. Las posiciones de los dos países eran las siguientes:
- Argentina: sostenía que el Principio Bioceánico impedía a Chile proyectar aguas territoriales hacia el Atlántico; que la boca oriental del estrecho de Magallanes era la línea cabo Vírgenes - cabo Espíritu Santo; que era corribereña del estrecho y cogarante de su neutralización y debía participar en la regulación de la navegación del mismo.
- Chile: sostenía que la boca oriental del estrecho de Magallanes fue definida en el tratado de 1881 y correspondía a la línea de su demarcación entre el Hito Ex Baliza Punta Dungeness - Hito I-I Cabo Espíritu Santo; que el tratado de 1881 le dio plena soberanía y exclusividad sobre el estrecho en su totalidad; y que el Principio Bioceánico solo se aplica al norte del paralelo 52° Sur por lo que el derecho del mar le otorgaba proyección sobre aguas atlánticas al oriente de la boca oriental.

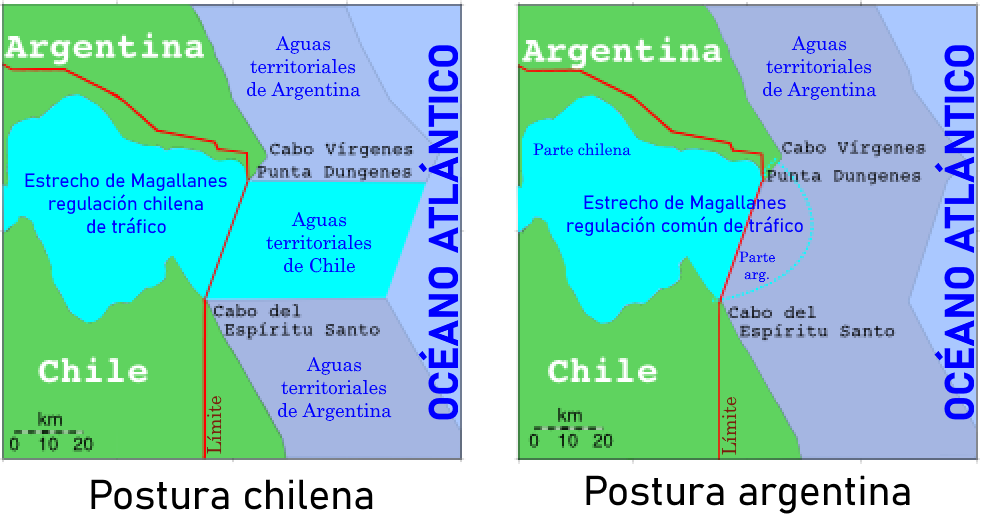
Esquema de las posiciones previas al tratado de 1984 (la posición argentina está exágerada en el mapa de la derecha).

El jefe de la delegación chilena ante la mediación, Ernesto Videla, expresó en una nota al diario El Mercurio el 2 de mayo de 1985 que aplicando una línea de equidistancia en la punta Dungeness, de acuerdo a lo previsto en la CONVEMAR (convención aprobada el 30 de abril de 1982), Argentina hubiera penetrado en lo que hoy son aguas chilenas del estrecho.
El 29 de noviembre de 1984 la Argentina y Chile firmaron el Tratado de Paz y Amistad que constituyó una transacción entre las partes para resolver el Conflicto del Beagle y que adicionalmente fijó el límite en la boca oriental del estrecho de Magallanes. El tratado entró en vigor el 2 de mayo de 1985 y declara en su artículo 14° que Las Partes declaran solemnemente que el presente Tratado constituye la solución completa y definitiva de las cuestiones a que él se refiere.

Artículo 10°. La República Argentina y la República de Chile acuerdan que en el término oriental del Estrecho de Magallanes, determinado por Punta Dungenes en el Norte y Cabo del Espíritu Santo en el Sur, el límite en sus respectivas soberanías será la línea recta que una el “Hito Ex-Baliza Dungenes”, situado en el extremo de dicho accidente geográfico, y el “Hito I Cabo del Espíritu Santo” en Tierra del Fuego.

La línea de delimitación anteriormente descrita queda representada en la Carta Nº II anexa.

La soberanía de la República Argentina y la soberanía de la República de Chile sobre el mar, suelo y subsuelo se extenderán, respectivamente, al Oriente y al Occidente de dicho límite.

La delimitación aquí convenida en nada altera lo establecido en el Tratado de Límites de 1881, de acuerdo con el cual el Estrecho de Magallanes está neutralizado a perpetuidad y asegurada su libre navegación para las banderas de todas las naciones en los términos que señala su Artículo V.

La República Argentina se obliga a mantener, en cualquier tiempo y circunstancias, el derecho de los buques de todas las banderas a navegar en forma expedita y sin obstáculos a través de sus aguas jurisdiccionales hacia y desde el Estrecho de Magallanes.

El artículo N° 10 aceptó la posición chilena respecto a cuál es la boca oriental del estrecho de Magallanes al señalar: que en el término oriental del Estrecho de Magallanes, determinado por Punta Dungenes en el Norte y Cabo del Espíritu Santo. La frase término oriental del Estrecho de Magallanes significa lo mismo que boca oriental del estrecho de Magallanes y fue usada en el mismo sentido cuando Chile ratificó la CONVEMAR el 25 de agosto de 1997 expresando:

(...) En este último Tratado, en su artículo 10, Chile y la Argentina acuerdan la línea de delimitación en el término oriental del Estrecho de Magallanes (...)

En la expresión a través de sus aguas jurisdiccionales hacia y desde el Estrecho de Magallanes se refuerza lo ya expresado respecto de que Argentina ya no tiene aguas en el estrecho de Magallanes. Al no tenerlas, tampoco puede regular la navegación en él, abandonando así la tesis de Storni y aceptando la libre navegación de la ruta hacia y desde el estrecho por sus aguas jurisdiccionales.
El límite fue fijado de acuerdo a la posición que mantenía Chile: la línea recta que una el “Hito Ex-Baliza Dungenes”, situado en el extremo de dicho accidente geográfico, y el “Hito I Cabo del Espíritu Santo” en Tierra del Fuego. La línea recta de hito a hito corta la punta Dungeness al este de su punto geográfico extremo y en el cabo Espíritu Santo alcanza la costa al Este del meridiano limítrofe. La línea puede verse en la carta anexa N° 2 del tratado. Ernesto Videla expresó en la entrevista del 2 de mayo de 1985 que fijaron el límite de la boca oriental del Estrecho de Magallanes en la unión del Hito Ex Baliza Punta Dungeness-Hito 1 Cabo Espíritu Santo manteniéndose de esa manera el Estrecho en su integridad bajo soberanía de Chile.
El 6 de septiembre de 1996 Chile, mediante nota verbal en las Naciones Unidas, expresó:

(h) Argentina no tiene frontera con el Estrecho de Magallanes. En el marco del Tratado de Límites de 1881, la totalidad del Estrecho de Magallanes - incluyendo, por supuesto, las tierras que lo bordean por ambos lados - está bajo soberanía chilena. Por lo tanto, no corresponde a la Argentina dar publicidad a las leyes y reglamentos sobre los estrechos que no se encuentran bajo su soberanía.

Argentina respondió por otra nota verbal el 14 de mayo de 1997 expresando sus derechos y no cuestionó la expresión de la nota chilena respecto de que Argentina no tiene frontera con el Estrecho de Magallanes, confirmando así que en el tratado abandonó su posición respecto de la cuña argentina en la boca oriental. 
El Artículo 11° establece que: Las Partes se reconocen mutuamente las líneas de base rectas que han trazado en sus respectivos territorios. De esa manera Argentina abandonó también su opinión sobre la existencia de un delta en la boca occidental del estrecho, reconociendo que los canales son aguas internas de Chile y no sujetas al régimen de neutralización del estrecho.

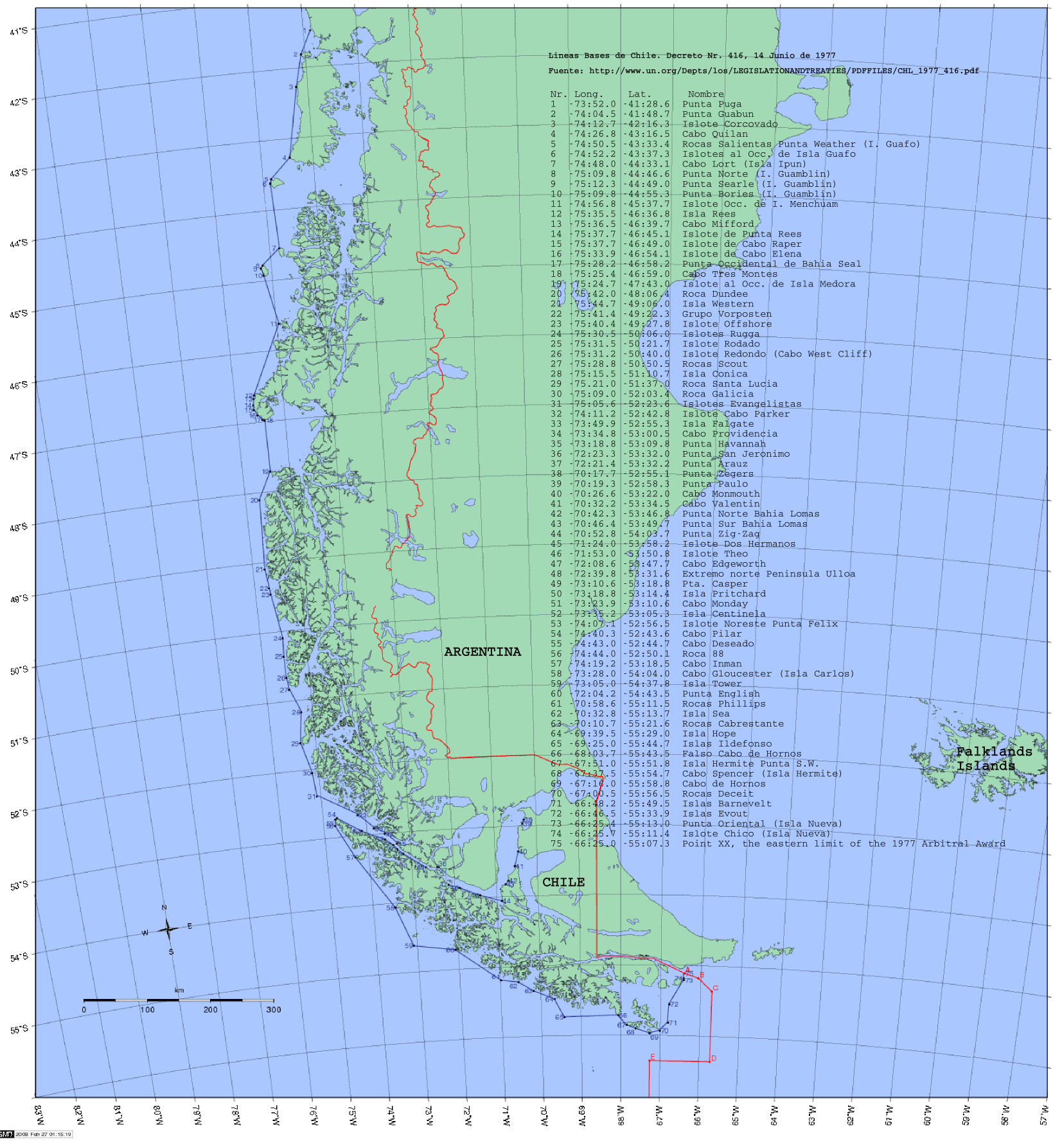
Líneas de bases rectas de Chile que Argentina reconoció por el tratado de 1984.

En cuanto al Principio Bioceánico, el 19 de octubre de 1984 el canciller argentino Dante Caputo expresó: Hemos logrado la preservación del principio bioceánico que tiene vigencia efectiva en la concepción y aplicación concreta de este Tratado.
El día de la firma del tratado el Gobierno argentino retiró las notas diplomáticas por las cuales se había declarado corribereña del estrecho y había rechazado el decreto de líneas de bases rectas de 1977.

## Nueva definición de la Organización Hidrográfica Internacional
De acuerdo a lo acordado en el tratado se contradijo lo convenido por la OHI en su Limits of ocean and seas de 1953 respecto de la boca oriental del estrecho de Magallanes. 
En el proyecto de la 4° edición de Limits of ocean and seas fue recogido el límite acordado por Argentina y Chile pasando a ser la línea punta Dungeness - cabo Espíritu Santo el nuevo límite interoceánico que se acordó para la nueva publicación. En la circular CL55 del 7 de noviembre de 2001 se comunicó lo acordado:

4. South Atlantic Ocean

The limit between the South Atlantic Ocean and the Magellan Straits has been amended according to the conclusions in the 1985 Argentina-Chile Peace Treaty, i.e. from Cabo Espiritu Santo (52° 39’S - 68° 37’W) to Punta Dungeness (52° 24’S - 68° 26’W).

El proyecto final fue comunicado mediante la circular C30 del 9 de agosto de 2002, pero fue luego retirado, lo que fue comunicado mediante la circular C30 del 9 de agosto de 2002. En consecuencia, lo definido en 1953 por la OHI continúa en vigencia hasta tanto el proyecto de 4° edición sea ratificado por los Estados miembros.

## Desarrollos en elsigloXXI
Un cuarto de siglo más tarde, sin reeditar expresamente su posición anterior, fuentes gubernamentales argentinas siguen mencionando a la cuña cabo Vírgenes - cabo Espíritu Santo - punta Dungeness como estrecho de Magallanes. El 19 de marzo de 2010 los gobernadores de Santa Cruz y de Tierra del Fuego firmaron el Acta Acuerdo para la Percepción de Regalías Hidrocarburíferas del Área Magallanes, respecto de las plataformas petroleras ubicadas en el sector atlántico frente a la boca del estrecho de Magallanes, denominado para los efectos petroleros como área Magallanes. En dicho acuerdo, ratificado luego por las respectivas legislaturas, expresaron: Mantener la situación imperante a la fecha en materia de regalías hidrocarburíferas para las plataformas operando en el Estrecho de Magallanes, Área Magallanes, operado por la Empresa SIPETROL S.A. o aquella que la reemplace en el futuro. El 15 de mayo de 2010 la presidenta argentina Cristina Fernández inauguró el 2° gasoducto transmagallánico, que fue presentado por la prensa oficial argentina como ubicado en el estrecho de Magallanes. En mayo de 2012 comenzaron las obras de dragado en el área Magallanes para extender la red federal de fibra óptica a Tierra del Fuego, lo que fue publicitado por el gobierno argentino como en el estrecho de Magallanes.
En 2021, el gobierno de Argentina presidido por Alberto Fernández emitió el Decreto 457 en el cual se lee en su anexo que sería "fundamental continuar fortaleciendo es el de la exploración, estudio y control conjunto sobre el Estrecho de Magallanes", lo cual motivó una nota de protesta por parte de Chile, ante lo cual, Argentina se comprometió corregir el decreto.
En 2025 durante el gobierno de Javier Milei, Argentina expresó que considera que la administración anterior cometió un "error" respecto a la interpretación de los tratados vigentes al crear tal decreto. y se comprometió a redactar y publicar una nueva "Directiva de Política de Defensa Nacional", que anularía el decreto de 2021.

### Incidente en el Hito 1 en Tierra del Fuego en 2024
En junio de 2024, Argentina renovó el "Puesto de Vigilancia y Control de Tránsito Marítimo Hito 1" en el hito 1 ubicado en el límite oriental del estrecho de Magallanes en el cabo del Espíritu Santo. La renovación incluyó la implementación de paneles solares los cuales se internan 3 metros en territorio chileno, por lo que Chile reclamó por el incidente.
El embajador argentino en Chile afirmó de que se trató de un error debido a que la empresa encargada de la construcción se habría guiado por un alambrado de una antigua estancia que hubo en la zona en vez de coordenadas satelitales que demarcan límites.
El presidente Boric coincidió con su homólogo argentino, Javier Milei, en la Cumbre de Paz para Ucrania, expresándole el malestar por la situación, a lo cual Milei habría indicado que mandataría al ministerio de relaciones exteriores a remover los paneles solares en la brevedad. Ante la prensa Boric indicaría "deben retirar esos paneles a la brevedad o lo vamos a hacer nosotros".